# Wittinghof (Langenzenn)
Wittinghof (fränkisch: Migleas-huhf) ist ein Gemeindeteil der Stadt Langenzenn im Landkreis Fürth (Mittelfranken, Bayern). Wittinghof liegt in der Gemarkung Keidenzell.

## Geographie
Der Weiler liegt am Kirchfarrnbach, der unmittelbar südwestlich des Ortes die Wittinghofteiche speist und bei Keidenzell mit dem Dürrnfarrnbach zum Farrnbach zusammenfließt. Südöstlich des Ortes grenzen die Reichenbacher Weghölzer an. Ein Anliegerweg führt zur Kreisstraße FÜ 11 (0,2 km nordwestlich), die nach Keidenzell (1,7 km nordöstlich) bzw. nach Kirchfarrnbach verläuft (2 km südwestlich).

## Geschichte
Der Ort wurde 1233 als „Widogowendorf“ erstmals urkundlich erwähnt, als der Eichstätter Chorherr Volkmar seine Güter im Ort dem Kloster Heilsbronn schenkte. Der Hofbesitzer hatte dem Kloster eine jährliche Gült von einem Simra Korn abzuliefern. Das Bestimmungswort des Ortsnamens ist der Personenname Witigowe.
Gegen Ende des 18. Jahrhunderts bestand Wittinghof aus einem Anwesen. Das Hochgericht übte das brandenburg-ansbachische Stadtvogteiamt Langenzenn aus. Der Ganzhof hatte das Kastenamt Cadolzburg als Grundherrn.
Von 1797 bis 1808 unterstand der Ort dem Justiz- und Kammeramt Cadolzburg. Im Rahmen des Gemeindeedikts wurde Wittinghof dem 1808 gebildeten Steuerdistrikt Keidenzell und der im selben Jahr gebildeten Ruralgemeinde Keidenzell zugeordnet.
Am 1. Mai 1978 wurde Wittinghof im Zuge der Gebietsreform in Bayern nach Langenzenn eingegliedert.

## Einwohnerentwicklung
| Jahr      | 001818 | 001840 | 001861 | 001871 | 001885 | 001900 | 001925 | 001950 | 001961 | 001970 | 001987 |
| Einwohner | 19     | 14     | 22     | 22     | 17     | 24     | 16     | 17     | 22     | 18     | 17     |
| Häuser    | 2      | 2      |        |        | 2      | 3      | 3      | 3      | 3      |        | 3      |
| Quelle    | [ 12 ] | [ 13 ] | [ 14 ] | [ 15 ] | [ 16 ] | [ 17 ] | [ 18 ] | [ 19 ] | [ 20 ] | [ 21 ] | [ 1 ]  |

## Religion
Der Ort ist seit der Reformation evangelisch-lutherisch geprägt und bis heute in die Trinitatiskirche (Langenzenn) gepfarrt. Die Einwohner römisch-katholischer Konfession waren ursprünglich nach St. Michael (Wilhermsdorf) gepfarrt, heute ist die Pfarrei St. Marien (Langenzenn) zuständig.